# NGC 1558
NGC 1558 est une vaste galaxie spirale intermédiaire située dans la constellation du Burin. NGC 1558 a été découverte par l'astronome britannique John Herschel en 1835.

## Caractéristiques
Sa vitesse par rapport au fond diffus cosmologique est de 4 501 ± 9 km/s, ce qui correspond à une distance de Hubble de 66,4 ± 4,7 Mpc (∼217 millions d'al).
La classe de luminosité de NGC 1558 est II-III et elle présente une large raie HI.
À ce jour, 14 mesures non basées sur le décalage vers le rouge (redshift) donnent une distance de 60,132 ± 15,906 Mpc (∼196 millions d'al), ce qui est à l'intérieur des valeurs de la distance de Hubble. Notons cependant que c'est avec la valeur moyenne des mesures indépendantes, lorsqu'elles existent, que la base de données NASA/IPAC calcule le diamètre d'une galaxie et qu'en conséquence le diamètre de NGC 1558 pourrait être d'environ 67,6 kpc (∼220 000 al) si on utilisait la distance de Hubble pour le calculer.

## Paire de galaxies
Selon Soares et ses collègues, NGC 1558 et ESO 250-018 forment une paire de galaxies. La distance de Hubble d'ESO 250-018  est de 68,05 ± 4,77 (∼), ce qui est presque identique à celle de NGC 1558 confirmant ainsi qu'il s'agit d'une paire réelle de galaxies.